# Cyclorhiza
Cyclorhiza es un género de plantas herbáceas perteneciente a la familia de las apiáceas.  Comprende 4 especies descritas y de estas, solo 2 aceptadas.

## Taxonomía
El género fue descrito por M.L.Sheh & Shan y publicado en Acta Phytotaxonomica Sinica 18(1): 45. 1980. La especie tipo es: Cyclorhiza waltonii (H.Wolff) M.L.Sheh & R.H.Shan	

## Especies
A continuación se brinda un listado de las especies del género Cyclorhiza aceptadas hasta septiembre de 2012, ordenadas alfabéticamente. Para cada una se indica el nombre binomial seguido del autor, abreviado según las convenciones y usos.
- Cyclorhiza peucedanifolia (Franch.) Constance
- Cyclorhiza waltonii (H.Wolff) M.L.Sheh & R.H.Shan